# Championnat de Trinité-et-Tobago de football 2017
Navigation
Saison précédente Saison suivante
La saison 2017 du Championnat de Trinité-et-Tobago de football est la quarante-quatrième édition de la première division à Trinité-et-Tobago. Les dix formations de l'élite sont réunies au sein d'une poule unique où elles s'affrontent deux fois au cours de la saison. Il n'y a pas de relégation sportive à l’issue de la compétition.
C'est le club de North East Stars Football Club qui remporte la compétition cette saison après avoir terminé en tête du classement final, avec sept points d’avance sur W Connection FC. Il s’agit du second titre de champion de Trinité-et-Tobago de l'histoire du club après celui décroché en 2004.

## Les clubs participants
- W Connection FC
- Defence Force FC
- Central FC
- Police FC
- San Juan Jabloteh
- Point Fortin Civic FC
- St. Ann's Rangers
- North East Stars Football Club
- Morvant Caledonia United
- Club Sando

## Compétition
Le barème de points servant à établir le classement se décompose ainsi :
- Victoire : 3 points
- Match nul : 1 point
- Défaite : 0 point

### Classement
| Rang | Équipe                         | Pts | J  | G  | N | P  | Bp | Bc | Diff |
| ---- | ------------------------------ | --- | -- | -- | - | -- | -- | -- | ---- |
| 1    | North East Stars Football Club | 40  | 18 | 12 | 4 | 2  | 39 | 15 | +24  |
| 2    | W Connection FC                | 33  | 18 | 10 | 3 | 5  | 33 | 19 | +14  |
| 3    | Defence Force FC               | 31  | 18 | 9  | 4 | 5  | 27 | 20 | +7   |
| 4    | Club Sando                     | 30  | 18 | 8  | 6 | 4  | 28 | 16 | +12  |
| 5    | San Juan Jabloteh              | 26  | 18 | 8  | 2 | 8  | 27 | 33 | -6   |
| 6    | Morvant Caledonia United       | 22  | 18 | 6  | 4 | 8  | 19 | 21 | -2   |
| 7    | Point Fortin Civic FC          | 21  | 18 | 6  | 3 | 9  | 26 | 29 | -3   |
| 8    | Police FC                      | 20  | 18 | 5  | 5 | 8  | 29 | 29 | 0    |
| 9    | Central FCT                    | 17  | 18 | 4  | 5 | 9  | 23 | 37 | -14  |
| 10   | St. Ann's Rangers              | 10  | 18 | 2  | 4 | 12 | 12 | 44 | -32  |

|  | Qualification pour le Championnat des clubs caribéens de la CONCACAF 2019 |
|  | T : Tenant du titre                                                       |

### Matchs
| Résultats (▼dom., ►ext.)       | CEN | CSA | DFO | MCU | NES | PFC | POL | SJJ | SAR | WCO |
| Central FC                     |     | 1-1 | 0-4 | 3-2 | 0-6 | 5-0 | 2-7 | 0-0 | 0-1 | 1-3 |
| Club Sando                     | 2-0 |     | 2-1 | 1-2 | 0-2 | 4-2 | 4-0 | 5-0 | 2-0 | 1-1 |
| Defence Force FC               | 0-4 | 0-0 |     | 0-0 | 1-2 | 0-0 | 1-0 | 1-0 | 4-0 | 2-1 |
| Morvant Caledonia United       | 0-0 | 0-1 | 1-3 |     | 2-3 | 1-3 | 2-1 | 0-1 | 3-0 | 1-1 |
| North East Stars Football Club | 1-1 | 1-1 | 4-0 | 1-0 |     | 1-0 | 3-2 | 2-3 | 6-0 | 1-0 |
| Point Fortin Civic FC          | 2-1 | 1-1 | 0-1 | 0-0 | 1-0 |     | 0-0 | 1-2 | 7-0 | 1-2 |
| Police FC                      | 3-0 | 1-0 | 2-2 | 1-1 | 0-1 | 1-2 |     | 3-2 | 1-1 | 1-0 |
| San Juan Jabloteh              | 1-3 | 1-2 | 1-0 | 1-2 | 1-1 | 5-4 | 4-3 |     | 2-0 | 0-3 |
| St. Ann's Rangers              | 2-2 | 0-0 | 2-3 | 1-0 | 1-2 | 1-2 | 2-2 | 0-2 |     | 1-5 |
| W Connection FC                | 2-0 | 3-1 | 1-4 | 0-1 | 2-2 | 3-0 | 2-1 | 3-1 | 1-0 |     |

## Bilan de la saison
| Championnat de Trinité-et-Tobago de football 2017   |                                           |
| Champion                                            | North East Stars Football Club (2e titre) |
| Coupes et trophées                                  |                                           |
| Vainqueur de la Coupe de Trinité-et-Tobago 2017     | Non disputée                              |
| Qualifications continentales                        |                                           |
| Championnat des clubs caribéens de la CONCACAF 2019 | North East Stars Football Club            |
| Championnat des clubs caribéens de la CONCACAF 2019 | W Connection FC                           |
| Promotions et relégations                           |                                           |
| Promus en Professional League                       | Aucun                                     |
| Relégués                                            | Aucun                                     |